# Parlement des îles Baléares
XIe législature
Bâtiment de l'ancien Círculo Mallorquín
Le Parlement des îles Baléares (en espagnol : Parlamento de las Islas Baleares ; en catalan : Parlament de les Illes Balears) est l'organe législatif de la communauté autonome des îles Baléares, en Espagne. Il représente le peuple des Îles Baléares, vote le budget du Gouvernement régional, en impulse et en contrôle l'action.
Le Parlement est présidé par Gabriel Le Senne depuis le 20 juin 2023.

## Histoire
Les Îles Baléares ont eu une chambre législative semblable pendant le Moyen Âge, le Gran i General Consell, bien que celle-ci n'avait pas le pouvoir de légiférer, même si elle en exerçait quelques-unes des fonctions.
Le Parlement baléare naît grâce à l'approbation du statut d'autonomie en 1983.

## Organisation

### Les séances plénières
Les séances plénières sont régies par la règle suivante :
« La séance plénière du Parlement sera convoquée par le Président dudit parlement, de sa propre initiative ou à la demande d'au moins un groupe parlementaire ou d'un cinquième des membres de la Chambre.
1. Les députés siègeront dans la salle de séances en fonction de leur affiliation parlementaire et occuperont toujours le même siège.
2. Dans la salle de séances, il y aura un banc spécial destiné aux membres du Gouvernement de la Communauté Autonome.
3. En sus des personnes mentionnées, n'auront accès à la salle de séances que les fonctionnaires du Parlement dans l'exercice de leurs fonctions et ceux qui sont expressément autorisés par le Président. »
— Articles 53 et 54 du Règlement du Parlement des Îles Baléares.

## Siège
Le bâtiment abritant le Parlement se trouve au 11 Carrer del Conquistador, à Palma. Cette rue remplace les fortifications détruites au début du XIXe siècle. Le bâtiment est proche du centre historique de la ville, à quelques pas de la Cathédrale et de la mairie.

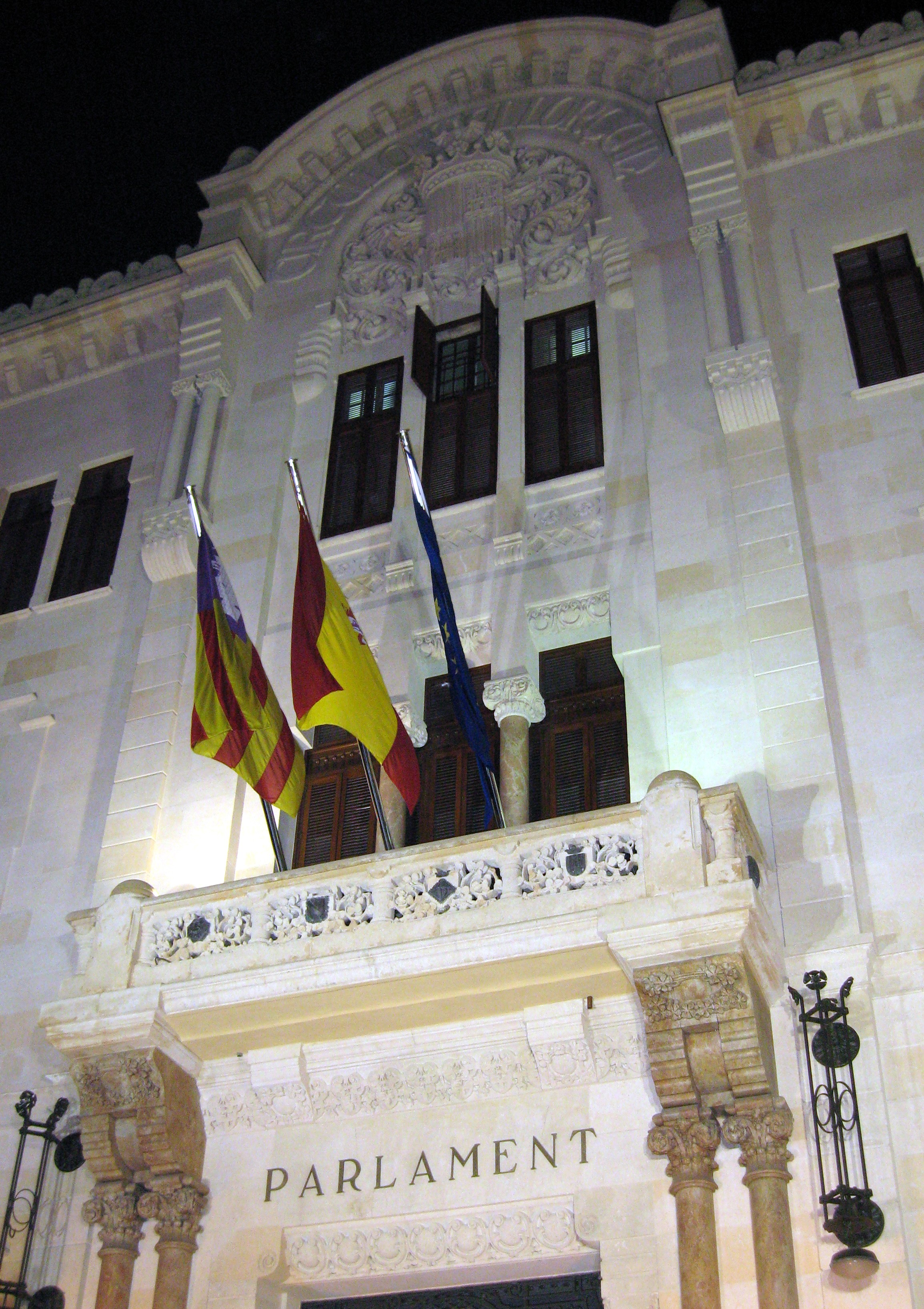
Le Parlement des Îles Baléares

### Sources
- (ca) Cet article est partiellement ou en totalité issu de l’article de Wikipédia en catalan intitulé « Parlament de les Illes Balears » (voir la liste des auteurs).